# Nederlands Hervormde kerk (Puttershoek)
De Nederlands Hervormde kerk is een kerkgebouw in Puttershoek, Nederland. De pastorie ligt naast de kerk.

## Geschiedenis
Voor de Sint-Elisabethsvloed van 1421 bestond er in het plaatsje Hoecke (nu Puttershoek) al een kerkgebouw, in de vorm van een kleine kapel. Kort na de kerk, in 1442 werd de rooms-katholieke kerk in Puttershoek gebouwd. Vanaf de stichting van de kerk was het al bezit van de kadastrale gemeente en onderdeel van het bisdom Utrecht, toen der tijd onder leiding van Rudolf van Diepholt en Walraven van Meurs. Omstreeks 1575 ging de Hoeksche Waard mee met de Reformatie en kreeg het een gereformeerde predikant uit Ruigenhil.
De kerk werd te klein en werd uitgebouwd met twee pilaren. In 1800 bleek het gebouw in een enorm slechte staat, waarna het in 1840 volledig herbouwd werd. Tussen 1982 en 1983 werd de kerk opnieuw gerenoveerd, waarbij het dak – dat door boktorren was weggevreten – werd vervangen.
De toren, eveneens in 1442 gebouwd, brandde in 1889 volledig af na een blikseminslag en werd in het jaar daarna herbouwd. In 1943, tijdens de Tweede Wereldoorlog, werd de klok door de Duitsers gestolen om er munitie van te maken. Een kerk uit Goes was ook een van haar klokken uit het beiaard kwijtgeraakt in de oorlog, maar vond die terug na de bevrijding; hij werd aan de Hervormde kerk van Puttershoek geschonken. De inscriptie in de klok luidt hedendaags:

## Orgel
Het orgel van de kerk is gemaakt door Christian Gottlieb Friedrich Witte in opdracht van de firma Orgelmakers van Z. M. den Koning.

## Trivia
- Sinds 1665 worden de klokken driemaal per dag – om 8:00, 12:00 en 20:00 uur – geluid.